# Bazilij II.
Bazilij (Vasilij) II.  (grško Βασίλειος Β΄ [Vasileios II]) z vzdevkom Ubijalec Bolgarov (grško Βουλγαροκτόνος [Bulgaroktόnos]) je bil cesar Bizantinskega cesarstva iz Makedonske dinastije, ki je vladal od 10. januarja 976 do 15. decembra 1025, * 958, † 15. december 1025.
V svojem času je bil znan kot Bazilij Porfirogenet in Bazilij mlajši, da bi se razlikoval od svojega domnevnega prednika Bazilija I. Makedonca.
Prva leta njegovega vladanja je zaznamovala državljanska vojna proti močnim generalom iz maloazijske aristokracije. Po njihovi vdaji je utrjeval in širil vzhodne meje Bizantinskega cesarstva in po dolgoletni vojni  dokončno podjarmil Bolgarijo, najmočnejšega sovražnika na evropski celini. Za svoj dosežek je po krvavi bitki na Belasici dobil vzdevek Ubijalec Bolgarov. Ob njegovi smrti je imperij segal od južne Italije do Kavkaza in od Donave do meje s Palestino in dosegel največji obseg od muslimanskih osvajanj pred štirimi stoletji.
Bazilij se je kljub stalnemu vojskovanju izkazal tudi kot sposoben državni administrator. Zmanjšal je vpliv veleposestniških družin, ki so prevladovale v vojski in državni upravi, in spretno polnil državno zakladnico. Daljnosežen pomen je imela njegova odločitev, da ponudi roko svoje sestre Ane knezu Vladimirju I. Kijevskemu v zameno za vojaško pomoč, ki je privedla do pokristjanjevanje v Kijevski Rusiji in vključitve nje in njenih naslednic v bizantinsko kulturno in versko sfero.

## Rojstvo in otroštvo
Bazilij je bil sin cesarja Romana II.  in cesarice Teofano, ki je bila po materini strani špartanskega porekla s Peloponeza,  morda celo iz Šparte. Njegovo poreklo po očetovi strani povsem jasno. Domneva se, da je bil med njegovimi predniki Bazilij I. ustanovitelj Makedonske dinastije, ki bi v resnici lahko bila armenska, slovanska ali grška. Biološki oče Bazilijevega pradeda Leona VI. Modrega morda ni bil  Bazilij I., ampak Mihael III.. Družina Mihaela III. je bila iz Frigije v Mali Aziji. Bila je grško govoreča in pripadala grškemu kulturnemu krogu, četudi je na začetku pripadala  heretični verski sekti atinganov. Bazilij se je leta 960 kot dve leti star otrok pridružil očetu na bizantinskem prestolu in bil socesar do očetove smrti leta 963. Ker sta bila on in brat Konstantin VIII.  premlada za samostojna vladarja, se je njuna mati Teofano že nekaj mesecev po moževi smrti poročila z Nikiforjem II. Fokasom, enim od Romanovih vodilnih generalov. NIkiforja so leta 969 umorili. Nasledil ga je nečak Ivan I. Cimisk, ki je vladal sedem let. Ko je 10. januarja 976 umrl, je prestol kot starejši cesar zasedel Bazilij II..

## Upori v Mali Aziji in zavezništvo sKijevsko Rusijo
Bazilij je bil hraber vojak in izreden jezdec. Dokazal se je tudi kot sposoben general in močan vladar.  V prvih letih vladanja je državno upravo prepustil evnuhu Baziliju Lekapenu, izvenzakonskemu sinu cesarja Romana I., predsedniku senata in sposobnemu politiku, ki je upal, da bo Bazilij vladal kot njegova marioneta. Bazilij je brez vmešavanja čakal in se posvetil podrobnostim v državni upravi in vojaških veščinah.
Izjemna vojaška poveljnika sta bila tudi Nikifor II. Fokas in Ivan I. Cimisk, vendar sta bila površna državna administratorja. Cimisk se je proti koncu svoje vladavine prekasno odločil obrzdati moč največjih veleposestnikov in je kmalu potem, ko je načel to žgočo temo, umrl. Po njegovi smrti so se razširile govorice, da ga je zastrupil Bazilij Lekapen, ki je malo pred tem na nezakonit način pridobil ogromna posestva in se je bal preiskave in kazni. 
Bazilij se je zaradi napak svojih neposrednih predhodnikov že na samem začetku svoje vladavine znašel v težavah, ker sta bila predstavnika premožne vojaške elite Bardas Skler in Bardas Fokas dovolj  močna, da se mu upreta. Glavni namen obeh izkušenih generalov ni bil prevzem cesarskega položaja, ampak vsiliti Baziliju vlogo marionete v rokah zemljiške gospode. Bazilij  je tokrat prvič pokazal svojo brezobzirnost, ki je kasneje postala njegov zaščitni znak. S pomočjo 12.000 gruzijskih vojakov Tornikija in Davida III. Kuropalata iz Tao-Klarjetija je zatrl najprej  Sklerov (979) in nato Fokasov upor (989).
Zanimiv je bil odnos med uporniškima generaloma.  Fokas je igral ključno vlogo v zatiranju  Sklerovega upora, ko se je kasneje sam uprl, pa se je Skler vrnil iz pregnanstva in mu prišel na pomoč. Po  Fokasovi smrti v bitki je Skler prevzel vodstvo upora, dokler se ni leta 989 vdal. Po vdaji ga niso usmrtili. Pred smrtjo je oslepel, morda zaradi bolezni ali zato, ker so ga po vdaji za kazen oslepili.
Zgodovinar Psel piše, da je dal  poraženi  Bardas Skler Baziliju naslednje nasvete: »Posekaj  vse guvernerje, ki so postali pretirano ponosni. Noben general na pohodu ne  sme imeti na razpolago preveč sredstev. Izčrpaj jih z nepoštenimi zahtevami, da se bodo ukvarjali samo s svojimi problemi. Ne dovoli, da bi v cesarski svet prišla ženska in svoje načrte zaupaj samo nekaj svojim najbolj zaupnim ljudem«. Zdi se, da je Bazilij dosledno upošteval vse njegove nasvete.
Bazilij je za zatiranje nevarnih  uporov sklenil zavezništvo s kijevskim knezom Vladimirjem I., ki je leta 988 zasedel Herson, glavno oporišče Bizantinskega cesarstva  na Krimu. Vladimir je cesarju ponudil svoj umik iz Hersona in 6.000 vojakov v zameno za poroko z Bazilijevo mlajšo sestro Ano. Bazilij se je sprva obotavljal, ker je imel vsa ljudstva iz severne Evrope, tako Franke kot Slovane, za barbare.  Poroki se je upirala tudi Ana, ker se v celi bizantinski zgodovini kaj takega še ni zgodilo.
Vladimir je že dolgo časa raziskoval različna verstva in zato pošiljal svoje delegacije v različne države, vendar poroka z Ano ni bila glavni razlog za izbiro pravoslavne vere. Ko je Vladimir pristal na krst in pokristjanjenje svojega ljudstva,  je Bazilij končno pristal na poroko, ki je bila na Krimu leta 989. Ruski vojaki, ki so postali ključni dejavnik v zatiranju uporov, so se kasneje reorganizirali v varjaško gardo. Poroka je imela daljnosežne politične posledice, ker je označila začetek procesa, v katerem se je nekaj stoletij kasneje Moskovska velika kneževina razglasila za Tretji Rim in politično in kulturno naslednico Bizantinskega cesarstva.
Uporom je sledil padec Bazilija Lekapena. Obtožili so ga zarotništva in ga kaznovali z izgonom in zasegom njegovih ogromnih posesti. Bazilij je zatem napovedal neusmiljeno vojno proti sistemu ogromnih posesti v Mali Aziji, ki jo je nameraval sprožiti že njegov predhodnik Roman I..

## Pohodi proti Fatimidom
Notranji razdori so odvrnili Bazilijevo pozornost od drugih sovražnikov države in oslabili položaj  imperija na vzhodu. Pridobitve Nikiforja I. Fokasa in Ivana I. Cimiska je skoraj izničil pritisk Fatimidov. 
Bizantinsko cesarstvo je leta 987/988 podpisalo  s Fatimidi sedemletno premirje in se dogovorilo za izmenjavo ujetnikov. Bizantinski cesar je skladno s pogodbo postal zaščitnik kristjanov pod fatimidsko oblastjo, fatimidski kalif pa zaščitnik muslimanov v Bizantinskem cesarstvu. Pri petkovih molitvah v konstantinopelski mošeji so abasidskega kalifa preimenovali v fatimidskega. Fatimidi so kljub temu že leta 991 napadli Hamdamidski emirat s sedežem v Alepu, ki je bil pod bizantinsko zaščito, verjetno  v prepričanju, da se Bizantinci ne bodo odzvali. Fatimidi so pod poveljstvom damaščanskega guvernerja Manjutakina dosegli niz zmag  proti Hamdanidom in njihovim bizantinskim zaveznikom, vključno z veliko zmago v bitki pri Orontu proti antioškemu duksu Mihaelu Burcesu septembra 994. Duksov poraz je prisilil  Bazilija, da se osebno vmeša v dogajanja na vzhodu. V bliskovitem pohodu je s svojo vojsko v samo šestnajstih  dneh prečil Malo Azijo in aprila 995 prišel do  Alepa. Fatimidska vojska se je brez boja umaknila. Bizantinci so zatem neuspešno oblegali Tripolis in zasedli Tartus ob sredozemski obali. Mesto so utrdili in v njem pustili garnizijo armenskih vojakov. Fatimidski kalif Al  Aziz se je začel pripravljati na velik protinapad in nenadoma umrl. Po njegovi smrti so priprave ustavili.
Vojna med cesarstvoma se je ponovno razplamtela, ko so Bizantinci podprli upor proti Fatimidom v Tiru. Leta 998 so Bizantinci pod poveljstvom Burcesovega naslednika Damijana Dalasena napadli Apameo in bili 19. julija 998 v bitki s fatimidsko vojsko pod poveljstvom Jauš Ibn Al Samsame poraženi. Poraz je prisilil Bazilija, da ponovno osebno poseže v dogajanja na vzhodu. Cesar je v Siriji ostal tri mesece in v tem času prodrl vse do Baalbeka, zavzel Šaizar in tri manjše trdnjave v njegovi okolici, oplenil Rafanijo in v Šaizarju pustil svojo garnizijo. Homsa ni resno ogrozil, mesec dni trajajoče  obleganje Tripolisa decembra 998 pa je spodletelo.  Svojo pozornost je nato preusmeril k dogodkom v Armeniji in se zato januarja 999 odpravil v Kilikijo. V Kairo je poslal novo delegacijo, ki je leta 1000 s kalifatom sklenila desetletno premirje. Preostanek Al  Hakimove vladavine (vladal 996-1021) je bil miren, saj so ga zanimale predvsem notranje zadeve.  Prekinitve premirja ni povzročilo niti Lulujevo priznanje fatimidske nadvlade v Alepu leta 1004 niti imenovanje Fatika Aziza Al Davla za alepskega fatimidskega  mestnega emirja leta 1017, verjetno zato, ker je  Lulu še naprej plačeval davke Bizancu, Fatik pa je kmalu zavladal kot neodvisen vladar.  Odnosi med državama so ostali na diplomatski ravni vse do poznih 1030. let, čeprav je Al Hakim preganjal kristjane, naročil uničenje bazilike  Božjega groba v Jeruzalemu leta 1009 in sprožil napetosti zaradi vmešavanja v alepske zadeve.

## Osvajanje Bolgarije
Bazilij II. se je odločil ponovno osvojiti tudi druga ozemlja, ki jih je cesarstvo izgubilo v preteklosti. Na začetku drugega tisočletja se je lotil svojega največjega nasprotnika, Samuela Bolgarskega. Bolgarijo je delno osvojil že Ivan I. Cimisk po invaziji Svjatoslava I. Kijevskega, vendar je večji del Bolgarije ostal pod oblastjo Samuela in njegovih bratov Komitopuli.  
Ker so Bolgari od leta 976 stalno vdirati na bizantinsko ozemlje, so Bizantinci poskušali sprožiti nesoglasja med njihovimi voditelji  in v ta namen omogočili Borisu II. Bolgarskemu beg iz bizantinskega ujetništva. Ker je njihov načrt podletel, je Bazilij krenil v Bolgarijo  z vojsko 30.000 mož in leta 986 oblegal Sredec (Sofija). Zaradi izgub in dvomov v zvestobo nekaterih guvernerjev je obleganje prekinil in se vrnil v Trakijo. Na povratku je padel v zasedo in v bitki pri Trajanovih vratih utrpel hud poraz. Baziliju samemu je s pomočjo varjaške garde uspelo pobegniti.  Poraz je poskušal nadomestiti s podkupovanjem Samuelovega brata Arona. Ponudil mu je poroko s svojo hčerko Ano, vendar mu je namesto nje podtaknil neko drugo žensko. Aron je prevaro odkril, pogajanja pa so se kljub temu nadaljevala. Samuel je zato leta 987 ubil izdajalskega brata in celo njegovo družino. Preživel je samo sin Ivan Vladislav, za katerega se je osebno zavzel Samuelov sin Gavril Radomir. Bazilij je bil  v tem času zaposlen z zatiranjem uporov generalov  Sklera in Fokasa v Mali Aziji in je kljub temu, da je leta 991 ujel naslovnega bolgarskega carja Romana Bolgarskega, izgubil Mezijo.
Bazilij je leta 992 sklenil pogodbo z beneškim dožem Pietrom Orseolom, s katero je zmanjšal beneške carinske dajatve v Konstantinoplu s 30 na 17 nomizem. V zameno so se Benečani obvezali, da bodo v vojnem času prepeljali bizantinsko vojsko v južno Italijo.
V letih, ko je bil Bazilij zaposlen z  zatiranjem notranjih uporov in utrjevanjem razmer na svoji vzhodni meji, je Samuel razširil svojo oblast od Jadranskega do Črnega morja in ponovno osvojil večino ozemlja, ki je bilo pred Svjatoslavovo invazijo bolgarsko. Poleg tega je hodil na roparske pohode na bizantinsko ozemlje, ki so segali do osrednje Grčije. Vojna sreča se je obrnila leta 996, ko je bizantinski general Nikifor Uran popolnoma uničil bolgarsko vojsko v bitki pri Sperheju v Tesaliji. Samuelu in sinu Gavrilu je z veliko sreče uspelo pobegniti.
Na začetku leta 1000 se je Bazilij po podpisu miru s Fatimidi posvetil vojni za dokončno osvojitev Bolgarije. Vojno je vodil z izjemno vztrajnostjo in dovršeno strategijo. Leta 1000 sta bizantinska generala Nikifor Ksifij in Teodorokan zavzela staro bolgarsko prestolnico Veliki Preslav ter Mali Preslav in Pliskovo. Leta 1001 je sam Bazilij iz baze v Solunu ponovno prevzel oblast nad Vodenom, Verhojo in Servijo. Naslednje leto je krenil na pohod iz Filipopolisa (Plovdiv) in zasedel del vojaške ceste med zahodnim Hemom  in Donavo, s čimer je resekal povezavo med jedrom bolgarske države v Makedoniji in Mezijo. Po tem uspehu je začel oblegati Vidin, ki je po dolgem upiranju padel.
Samuel se je na bizantinske uspehe odzval s silovitim protinapadom v središče bizantinske Trakije in zapretil Odrinu. Na poti domov z obilnim plenom ga je pri Skopju prestregla bizantinska vojska pod cesarjevim poveljstvom. Napadla je njegov tabor, ga porazila in zasegla naropani plen. Kmalu po porazu se je vdalo tudi Skopje. Z njegovim guvernerjem Romanom je cesar ravnal  premišljeno prijazno. Leta 1005 se je Bizantincem vdal tudi guverner Drača Ašot Taratonit. Z jegovo vdajo so Bizantinci zaključili obkoljevanje Samuelovega ozemlja v višavjih zahodne Makedonije in ga prisilili predvsem na obrambo. Samuel je zato močno utrdil vse prelaze in poti ki so vodile z bizantinskega ozemlja proti ostanku njegovih posesti. V naslednjih nekaj letih se je bizantinska ofenziva upočasnila. Bizantinci niso osvojili veliko bolgarskega ozemlja, Samuel pa je leta 1009 poskusil s protinapadom in bil v bitki pri Kreti vzhodno od Soluna poražen.
Leta 1014 se je Bazilij odpravil na pohod, ki  naj bi dokončno strl bolgarski odpor. 29. julija 1014 sta on in njegov general Nikifor Ksifij  obšla bolgarsko vojsko, ki je branila enega od utrjenih prelazov, in v bitki na Belasici popolnoma  uničila bolgarsko vojsko. Samuelu je s pomočjo hrabrega sina Gavrila uspelo pobegniti. Bizantinci so v bitki domnevno zajeli približno 15.000 Bolgarov in jih oslepili. Vsakemu stotemu so pustili eno oko, da je lahko drugih 99 odpeljal k svojemu carju. Samuel je ob pogledu na svojo slepo vojsko doživel psihični zlom in dva dni kasneje 6. oktobra 1014 umrl. 
Oslepitev nasprotnikovih vojakov je morda pretirana, vendar so cesarja  zaradi tega kasneje poimenovali Ubijalec ali Klavec Bolgarov (grško Βουλγαροκτόνος [Boulgaroktonos]).  Prva dokumentirana uporaba vzdevka se je pojavila več generacij po Bazilijevi smrti in prišla v splošno rabo na koncu 12. stoletja, ko so se Bolgari otresli bizantinske nadoblasti  in ustanovili Drugo bolgarsko cesarstvo, Bazilijevo ime pa je postalo predmet bizantinske protibolgarske  propagande. Vzdevek sta uporabljala tudi zgodovinar Nikita Honijat in pisec Nikolaj Mesarit. V obratnem smislu ga je uporabljal bolgarski car Kalojan, ki je sam sebe imenoval Ubijalec Bizantincev (Rhomaioktonos).
Bolgari so se borili še štiri leta, spodbujeni z Bazilijevo krutostjo, leta 1018 pa so se morali dokončno vdati. Vdaja je bila posledica stalnega vojaškega pritiska in uspešnih diplomatskih kampanj, katerih cilj je bil razkol in podkupovanje bolgarske ekite. Zmaga nad Bolgari in kasnejše podjarmljenje Srbov sta pomenila izpolnitev enega od Bazilijevih ciljev – pomakniti mejo cesarstva na Donavo, od koder se je moralo umakniti pred štiristo leti.
Hrvaška vladarja Krešimir III. in Gojslav, ki sta bila bolgarska zaveznika,  sta sprejela Bazilijevo nadoblast, da bi se izognila usodi, ki je doletela Bolgare. Cesar je toplo sprejel njuno ponudbo za vazalstvo in ju nagradil s častnim naslovom patricij. Hrvaška je ostala tributarna država do Bazilijeve smrti leta 1025.
Bazilij II. je pred vrnitvijo v Konstantinopel proslavil svoj triumph  v Atenah. Do poraženih Bolgarov se je obnašal dokaj državniško. Številnim nekdanji bolgarskim voditeljem je podelil visoke dvorne naslove in visoke položaje v provincijski upravi in bizantinski vojski, s čimer je nameraval bolgarsko elito absorbirati v bizantinsko družbo.  Ker Bolgarija ni imela tako visoko razvitega denarnega gospodarstva kot Bizantinsko cesarstvo, se je modro odločil, da bo njihove davke sprejemal v naravi. Bazilijevi nasledniki so njegovo politico obrnili na glavo, kar je kasneje v 11. stoletju privedlo do precejšnjega bolgarskega nezadovoljstva in upora.

## Pohod proti Hazarom
Čeprav je moč Hazarskega kaganata v 960. letih zlomila Kijevska Rusija, Bizantinci niso  mogli v celoti izkoristiti zatišja moči in ponovno vzpostaviti svoje oblasti nad Krimom in drugimi ozemlji okrog Črnega morja. 
Leta 1016 so zato v sodelovanju z Mstislavom Černigovskim napadli Krim, katerega večji del  je pripadal hazarskemu  nasledstvenemu kraljestva Georgija Cula s sedežem v Kerču. Bizantinski zgodovinar Georgij Kedren poroča, da so Bizantinci Cula ujeli in uničili njegovo državo in zatem zasedli še južni Krim.

## Pozna leta
Bazilij se je triumfalno vrnil v Konstantinopel in se takoj odpravil na vzhod na pohod proti gruzijskemu kraljestvu Tao-Klardžeti. Po osvojitvi ga je  priključili k Armenskemu kraljestvu pod pogojem, da bosta po smrti anijskega kralja  Ovanes-Smbata prestolnica in njena okolica pripadla Bizantinskemu cesarstvu. Bazilij je od vaspurakanskega kralja Senegerim-Arcrunija leta 1021 prevzel tudi njegovo kraljestvo v zameno za posesti v Sebasteji. V gruzijskem višavju je nato močno utrdil mejo, ki bi v rokah sposobnih naslednikov lahko bila učinkovita zapora pred vdori Seldžukov. Druga bizantinska vojska je medtem ponovno osvojila večji del južne Italije, ki so ga Bizantinci izgubili pred 150 leti. 
Bazilij se je pripravljal tudi na osvojitev Sicilije, vendar je 15. decembra 1025 umrl. Pokopati so ga nameravali v zadnjem razpoložljivem sarkofagu v rotundi Konstantina I. v cerkvi Svetih apostolov. Na željo brata  in naslednika Konstantina VIII. so ga pokopali v cerkvi sv. Janeza Teologa (Evangelista) v kompleksu hebdomonske palače izven konstantinopelskega obzidja. Nagrobni napis opeva njegove pohode in zmage. Njegov grob so v četrti križarski vojni leta 1204 oskrunili zahodnoevropski križarji.

## Osebnost
Bazilij  II. je odraščal na dvoru, na katerem so zapovedovali cesarji-generali. Ko je odrasel,  se je za razliko od brata Konstantina VIII.,  odrekel razkošnemu načinu življenja in telesnim užitkom. Posvetil se je vojski in asketskemu načinu življenja. Škrlatno barvo oblačil prejšnjih cesarjev je zamenjal s temno vijolično in jo nosil samo v uradnih okoliščinah. Običajno je nosil uniformo vojaka, pod njo pa zelo pogosto duhovniška oblačila. Tuji diplomati, ki ga niso poznali, bi ga na dvoru zlahka zamenjali za kakšnega stražarja. Kot general se je imel za očeta svojih vojakov, zato je poskrbel za otroke svojih padlih vojakov, od njih pa zahteval brezpogojno zvestobo.

## Nasledstvo
Bazilij se je, ne glede na svoj popoln politični in vojaški uspeh, nazadnje imel za poraženca. Svojih otrok ni imel, zato bi moral nasledstvo prepustiti svojemu bratu in sovladarju Konstantinu VIII.  in njegovim otrokom. To se nazadnje ni zgodilo. Po letu 1021 je zaradi splošne zaskrbljenosti pogosto hodil po ulicah Konstantinopla, da bi meščane prepričal, da je še živ.   Leta 1025 sta bili edini naslednici Zoa (rojena 978) in Teodora (rojena 980), ki sta bili v dvornem priporu zaradi strahu, da bi poroka s kakšnim neprimernim bizantinskim plemičem porušila stabilnost cesarstva. Njegova odločitev se je nazadnje izkazala kot katastrofalna in je povzročila padec Makedonske dinastije. 
Prebivalci so v zadnjih letih njegove vladavine živeli v strahu, ker so se zavedali, da bo po njegovi smrti prišlo do borbe za prestol. Bazilij je imel o svojem bratu  Konstantinu, ki se je prepustil razkošnemu življenju,  zelo slabo mnenje, ki se je zelo kmalu izkazalo za upravičeno. Novi cesar je že leta 1026 sprejel dve katastrofalni odločitvi: preklical je invazijo na Sicilijo, čaprav je bila Messina že osvojena, in ukinil zakon, ki je ščitil kmete pred veleposestniki.

## Smrt
Bazilij je pred smrtjo odpravil vse obmejne probleme Bizantinskega cesarstva. Izjema je bila Sicilija, na kateri o arabski emirji odklanjali vse mirovne sporazume. Cesarstvo se je zato začelo pripravljati na invazijo, ki bi se morala začeti leta 1026. 
Cesar se je celo življenje pripravljal na pokop v Konstantinovem mavzoleju v cerkvi Svetih apostolov. Nazadnje se je premislil in se odločil za pokop v samostanu svetega Janeza Evangelista v neposredni bližini vojašnic, da bi lahko tudi mrtev opazoval svoje vojake. Na nagrobniku ja na njegovo željo vklesan naslednji napis:
Nihče ni videl, da moje kopje mirno  leži od takrat, ko me je nebeški cesar imenoval za cesarja, avtokrata države. Vse svoje življenje sem ščitil otroke Novega Rima, hrabro marširajoč proti zahodu in do meja na vzhodu. Temu so priče Perzijci in Skiti, skupaj  z Abazgosi, Izmaeliti, Arabci in Iberijci. In zdaj, dobri človek, ki gledaš ta grob, nagradi ga z molitvijo za moje vojne pohode.